# Newborn (Denkmal)
Newborn (oft als NEWBORN stilisiert) ist ein Monument in Pristina, der Hauptstadt des Kosovo. Es wurde am 17. Februar 2008, am Tag der einseitigen kosovarischen Unabhängigkeitserklärung von Serbien, öffentlich enthüllt und gehört seitdem zu den bekanntesten Denkmälern der Stadt. Es hat mehrere renommierte Preise gewonnen.

## Idee und Entstehungsgeschichte
Das Monument besteht aus sieben Großbuchstaben aus vier Millimeter dicken Metallplatten, die von einem Eisenrahmen zusammengehalten werden und das englische Wort „Newborn“ bilden. „Newborn“ kann man mit „Neugeborenes“ (Nomen) oder „neu geboren“ (Adjektiv) übersetzen. Jeder Buchstabe ist drei Meter hoch und 0,9 Meter tief. Zusammen sind sie 24 Meter lang und wiegen neun Tonnen.
Die Idee kam dem künstlerischen Leiter der Marketingagentur Ogilvy Kosova, Fisnik Ismaili, erst zehn Tage vor der offiziellen Erklärung. Die Produktion des Monumentes begann, ehe überhaupt sicher war, ob die Organisatoren der Unabhängigkeitsfeier die Kosten dafür übernehmen würden. Nach der Fertigstellung wurde es begeisterten Vertretern der Regierung vorgestellt, die das nötige Geld zusammenbrachten und die Enthüllung des Monumentes als offiziellen Teil in die Unabhängigkeitsfeierlichkeiten einbanden.
Der Künstler entschied sich für dieses englische Wort, da es nur positive Konnotationen habe und die Einzelwörter „new“ und „born“ auch für Leute zu verstehen seien, die nicht viel Englisch sprechen. Die Republik Kosovo solle als neues, zeitgenössisches und modernes Land vorgestellt werden. Newborn wurde gelb angestrichen, da diese Farbe zusammen mit blauen Bannern sowohl die Farbe der neuen kosovarischen Flagge wie auch die Farben der Flagge der Europäischen Union darstellen. Als Teil der Werbekampagne wurden die Slogans „NEW life is BORN“ (Neues Leben ist geboren), „NEW hope is BORN“ (Neue Hoffnung ist geboren), „NEW future is BORN“ (Neue Zukunft ist geboren) und „NEW country is BORN“ (Neues Land ist geboren) ausgewählt.

## Die offizielle Enthüllung

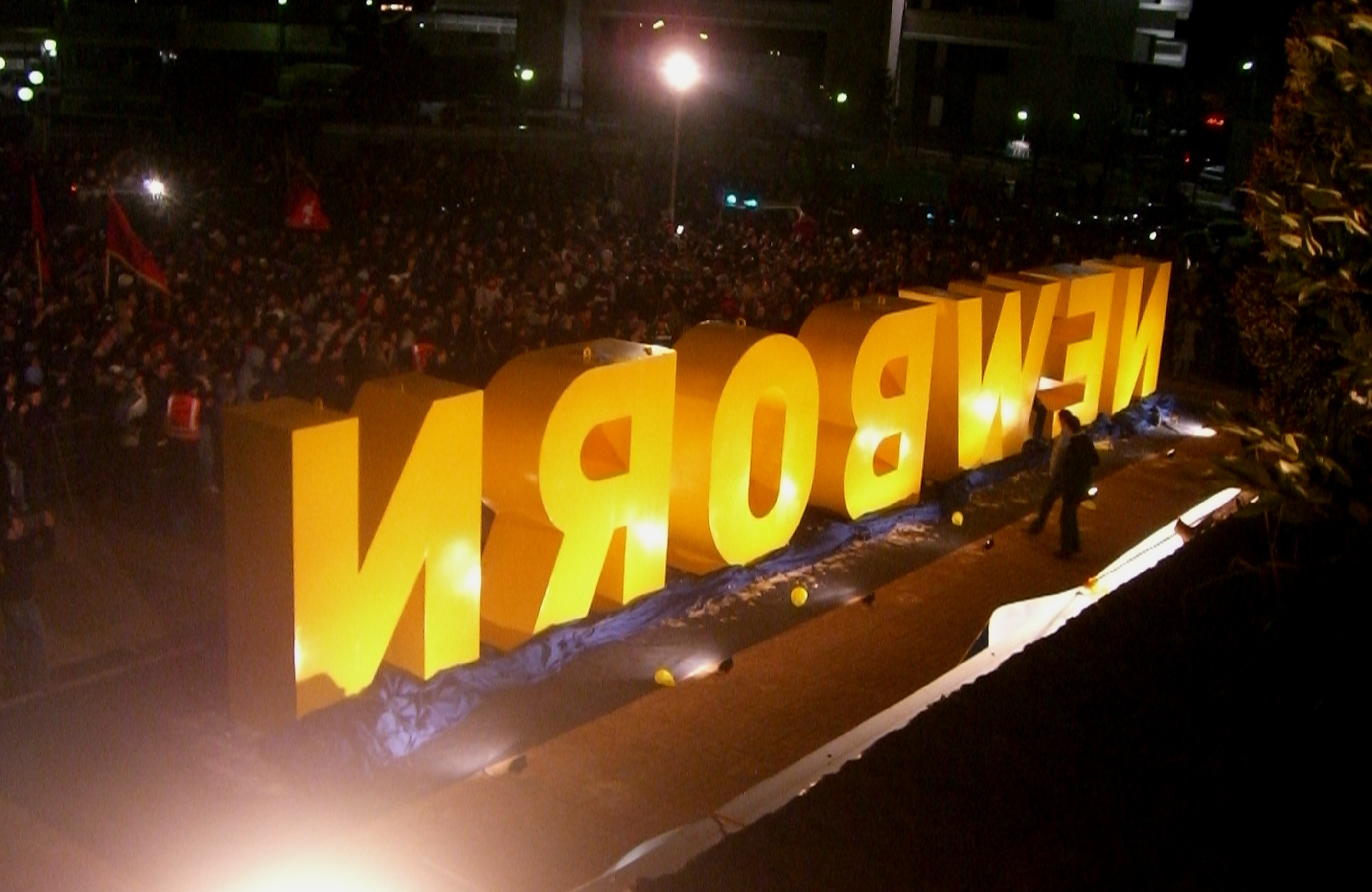
Enthüllung am Tag der Unabhängigkeitserklärung 2008

Newborn wurde im Zentrum von Pristina auf dem Platz vor dem Jugend-, Kultur- und Sportpalast errichtet. Die Luan-Haradinaj-Straße, eine der Hauptverkehrsadern im Stadtkern, führt direkt am Platz vorbei. Am Tag der Unabhängigkeitserklärung wurde Newborn unter dem Applaus tausender Schaulustiger zum Lied Feeling Good des kanadisch-italienischen Sängers Michael Bublé als Hintergrundmusik enthüllt und als Erstes vom damaligen Präsidenten Fatmir Sejdiu und vom damaligen Premierminister Hashim Thaçi signiert. In den darauffolgenden Tagen hinterließen mehr als 150 000 andere Leute ihre Unterschrift auf dem Monument.

## Späteres Design
Im Februar 2013 entschied eine Regierungskommission, das Monument zum Anlass des fünften Jahrestags der Unabhängigkeitserklärung neu zu bemalen. Bei dieser Entscheidung wurden Künstler oder die Öffentlichkeit nicht mit einbezogen. Fisnik Ismaili startete daraufhin einen Aufruf auf Facebook, Newborn mit den Flaggen aller Länder zu bemalen, die die Unabhängigkeit des Kosovo anerkennen. Diese Idee wurde mit Hilfe von 150 Freiwilligen in nur wenigen Tagen umgesetzt. Zusätzlich wurden fünf Felder weiß gelassen und nur mit den Namen der fünf Mitgliedsstaaten der Europäischen Union versehen, die diese Unabhängigkeit noch nicht anerkannten (Griechenland, Rumänien, die Slowakei, Spanien und die Republik Zypern).
Ein Jahr später wurde Newborn mit den Militärtarnmustern der Armeen angemalt, die während des Kosovokrieges (1998–1999) eingeschritten sind. Einige Monate später haben Guerillakünstler rosa Herzen hinzugefügt.
Im Februar 2015 wurden Schulkinder, Bürger und Künstler dazu eingeladen, bei der Neugestaltung des Monumentes mitzuhelfen. Nur der Buchstabe „E“ wurde komplett schwarz angestrichen und steht damit im Kontrast zur Buntheit der anderen Buchstaben. Fisnik Ismaili nach repräsentiert diese Farbe die Realität im Kosovo und der Buchstabe „E“ steht für „Exodus, Europa, Wirtschaft (ekonomi auf Albanisch oder economy auf Englisch) und EULEX“.
Von Februar 2016 an zeigte das Design ein Jahr lang einen blauen Himmel mit Wolken, der von Stacheldraht durchzogen ist. Dies soll die isolierte Situation der kosovarischen Bürger verdeutlichen, die aufgrund der Visumspflicht auch 2016 nicht frei in die EU- bzw. Schengen-Staaten reisen dürfen.
Zum neunten Unabhängigkeitstag wurden die Buchstaben betongrau gefärbt. Das N und das W liegen nunmehr waagerecht auf dem Boden, sie bilden die Anfangsbuchstaben der Nachricht NO WALLS (engl. für „keine Mauern“), die in weißer Farbe auf den Boden vor dem Denkmal geschrieben ist.
Anlässlich des zehnjährigen Jubiläums der Unabhängigkeit wurden die Buchstaben B und O durch eine golden glänzende 10 ersetzt, die anderen Buchstaben sind silbern-metallisch. Obgleich das N und W wieder aufrecht stehen, bleibt der Schriftzug (N)O (W)ALLS auf dem Boden erhalten.
Seit Februar 2019 zeigt das Monument auf der Vorderseite durchmischt schwarz-weiße und bunte Zeichnungen verschiedenster Symbole. Auf der Rückseite sind die Buchstaben weiß und jeweils mit einem Aspekt des Umweltschutzes in Verbindung gebracht worden (Nature, Energy, Water, Biodiversity, Oxygen, Recycling). Die Wörter finden sich in mehreren Sprachen in grüner sowie schwarzer Schrift auf der weißen Fläche.
Im Februar 2023 wurden die Buchstaben umgesetzt zu „NO NEW BR“. Die Buchstaben BR stehen für „Broken Republik“. Das Monument ist in blau und gelb, den Farben der Ukraine, angemalt und beziehen sich auf den Krieg in der Ukraine.

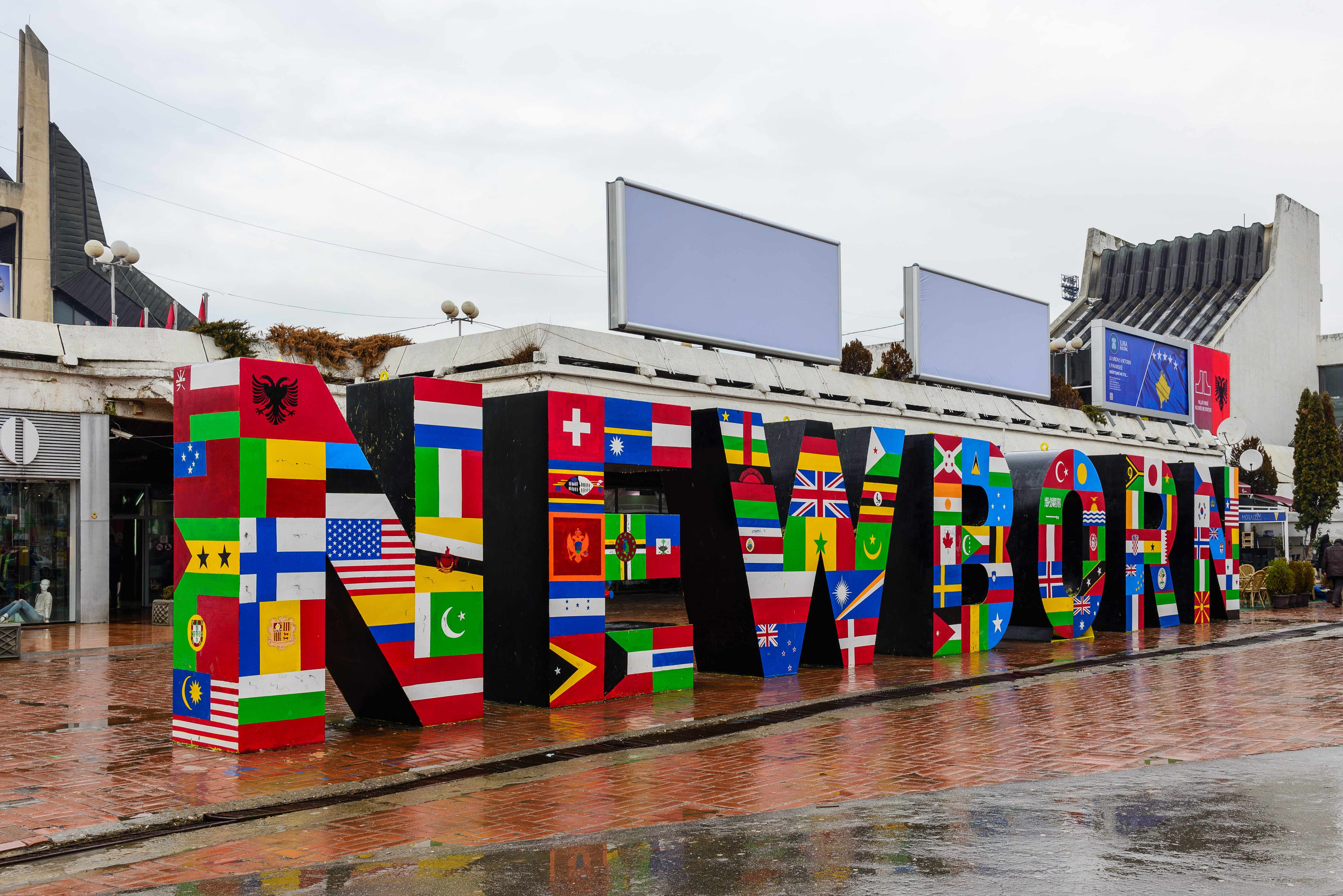
Newborn mit den Flaggen aller Länder, die die Unabhängigkeit des Kosovo anerkennen (2013)
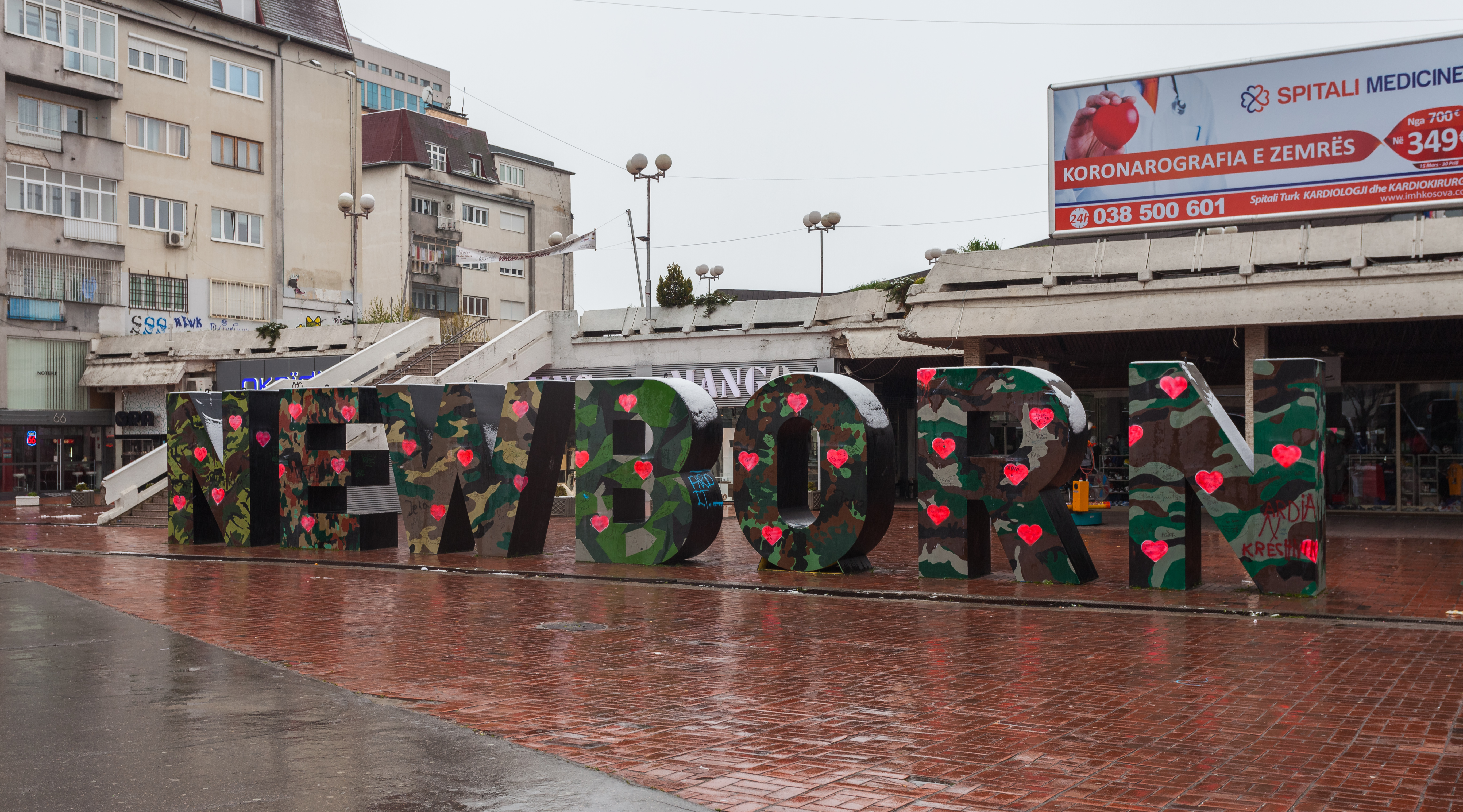
Newborn im Camouflage-Look mit rosa Herzen (2014)
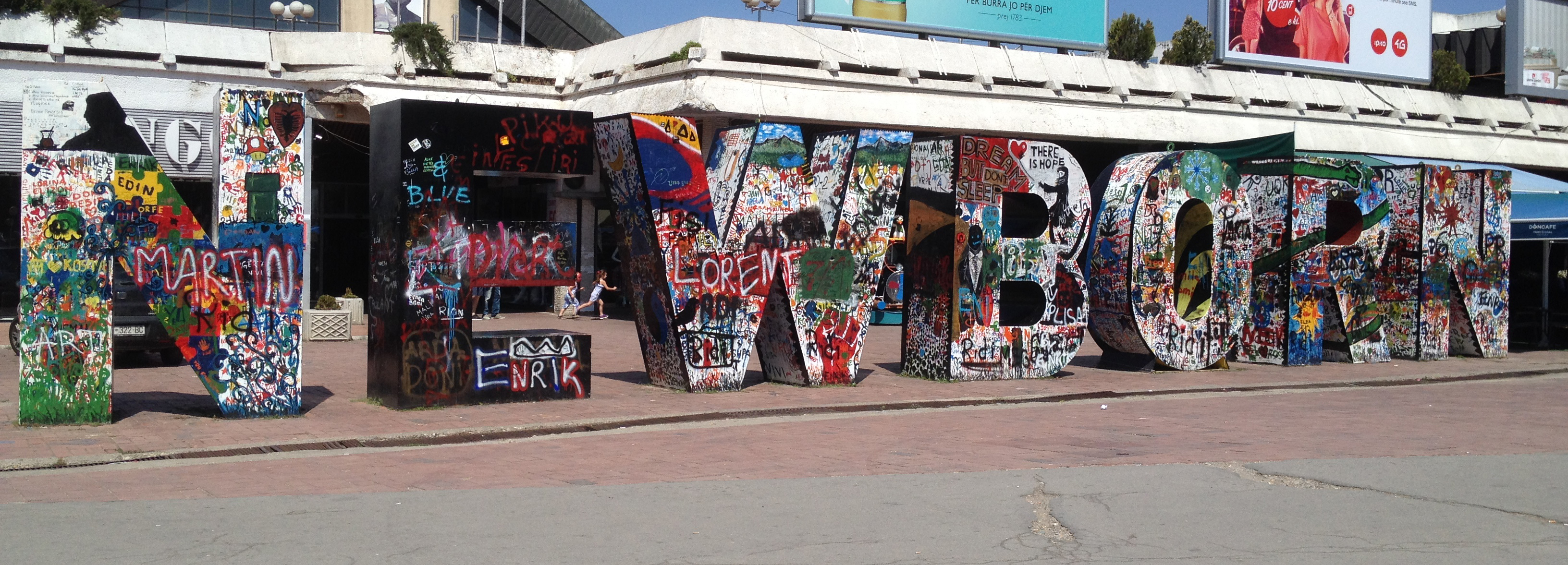
Newborn im Sommer 2015
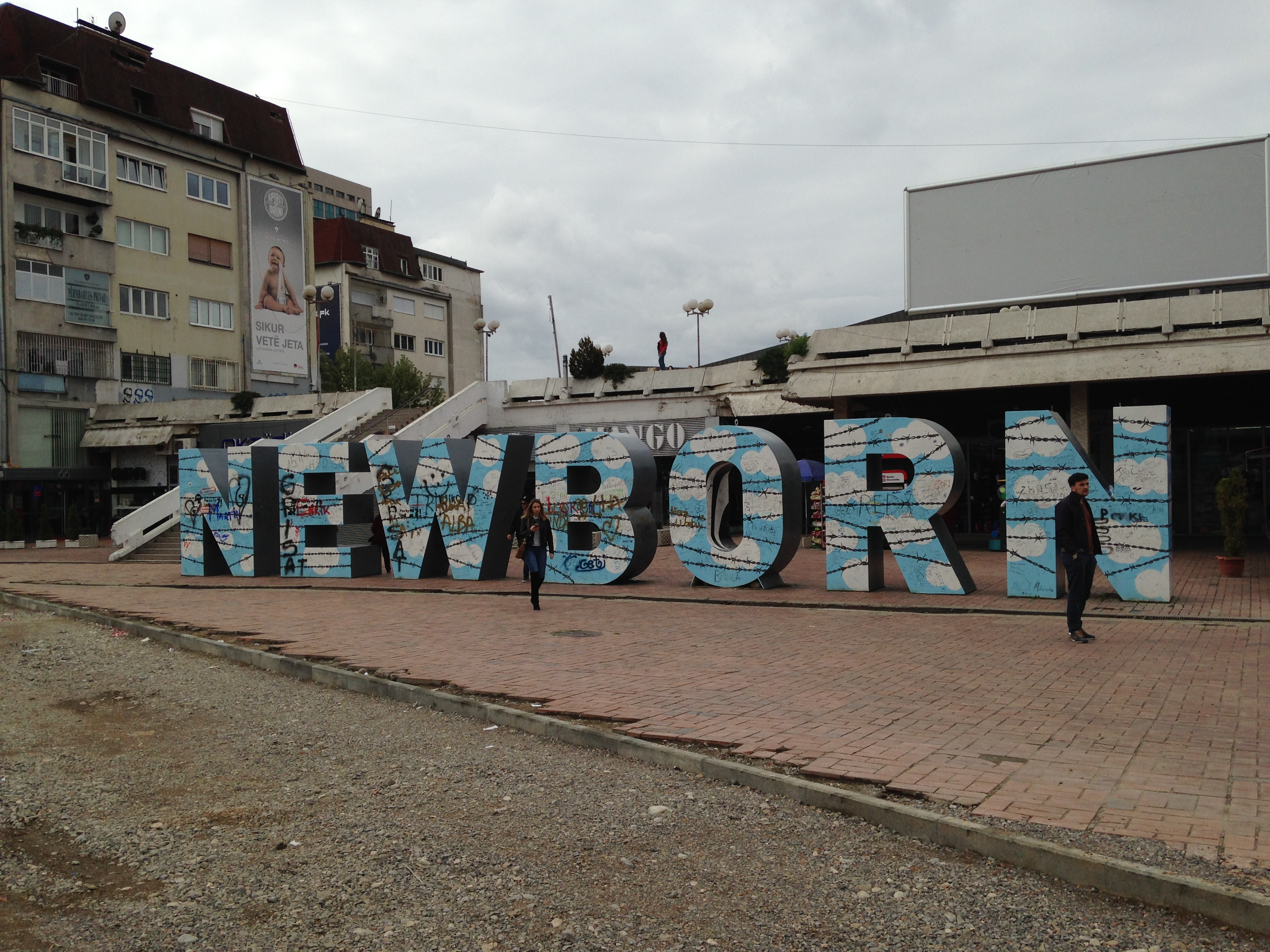
Newborn im Herbst 2016
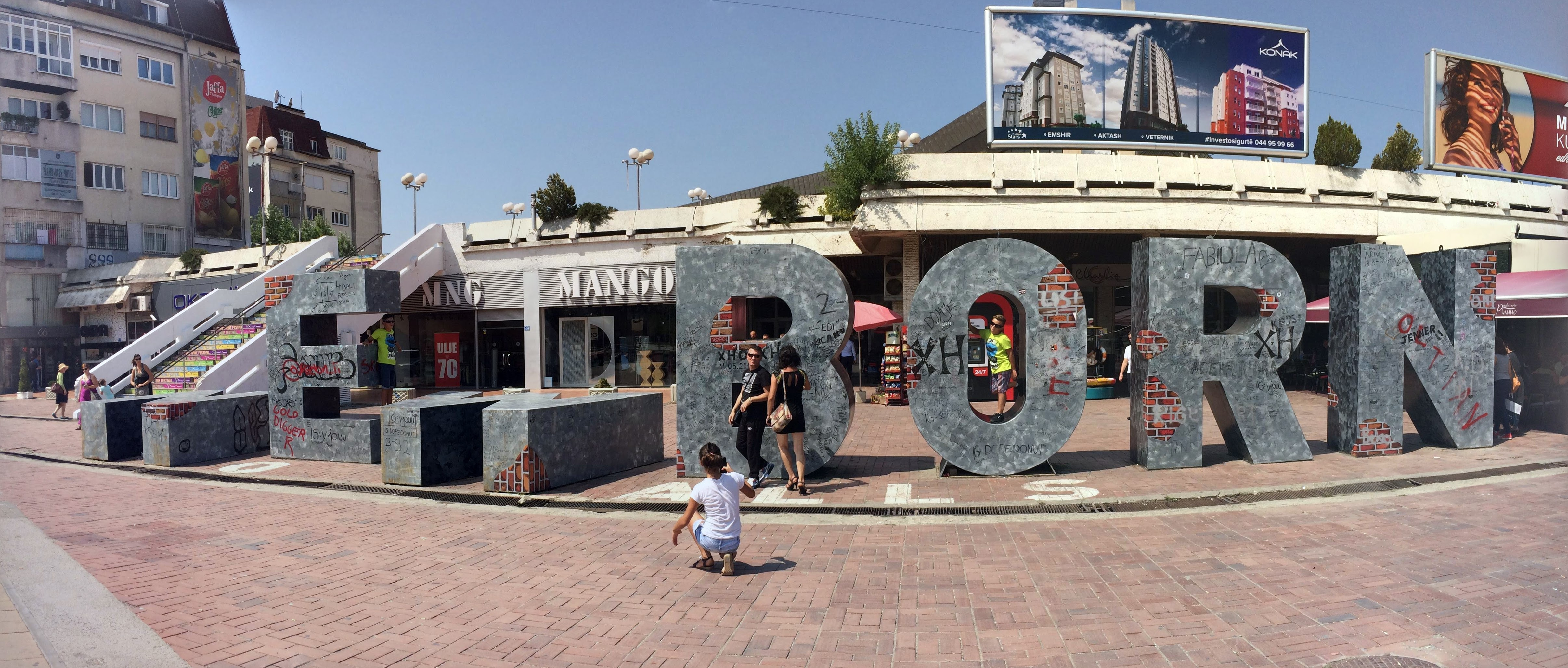
Newborn im August 2017
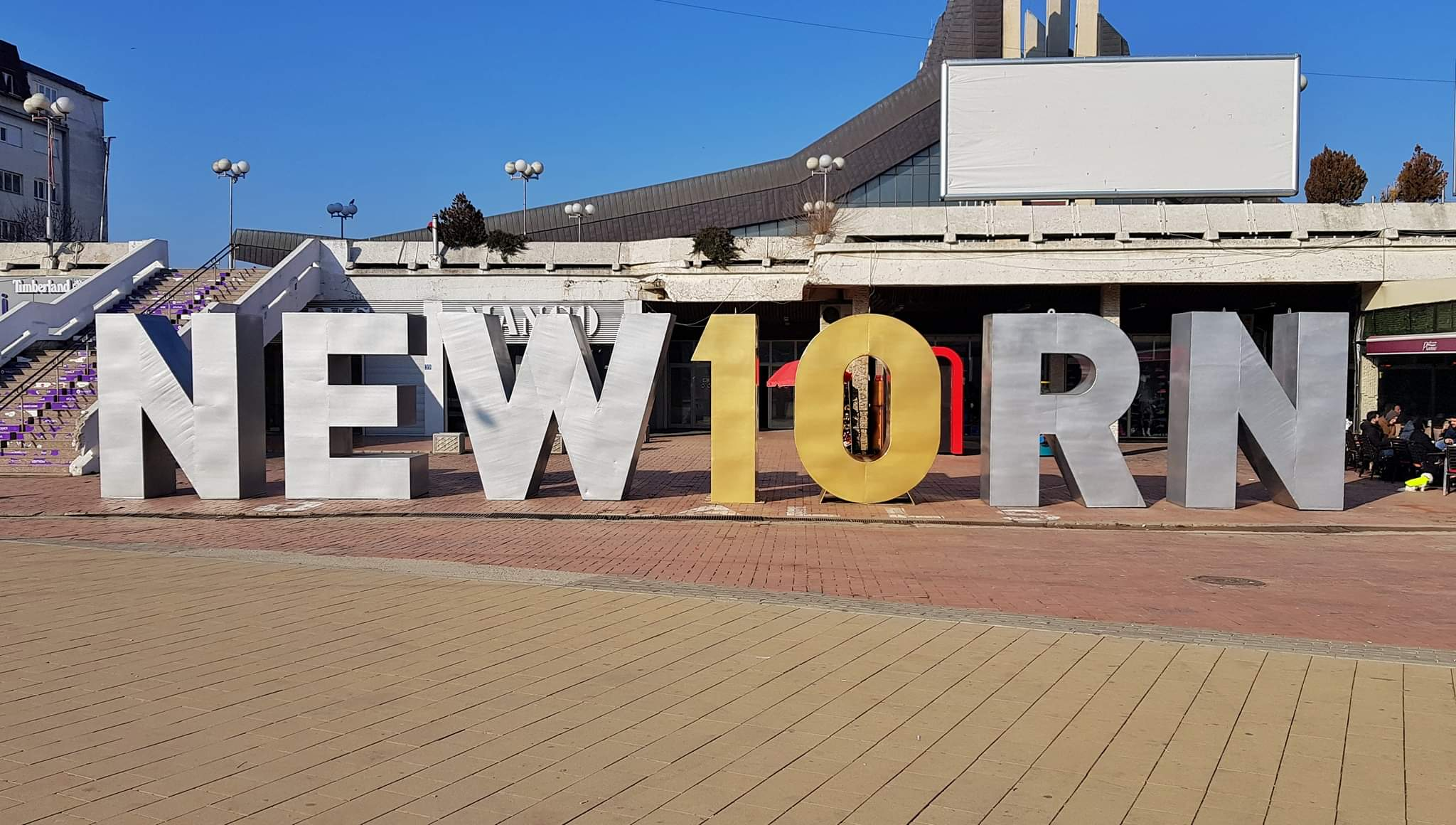
Newborn im Februar 2018
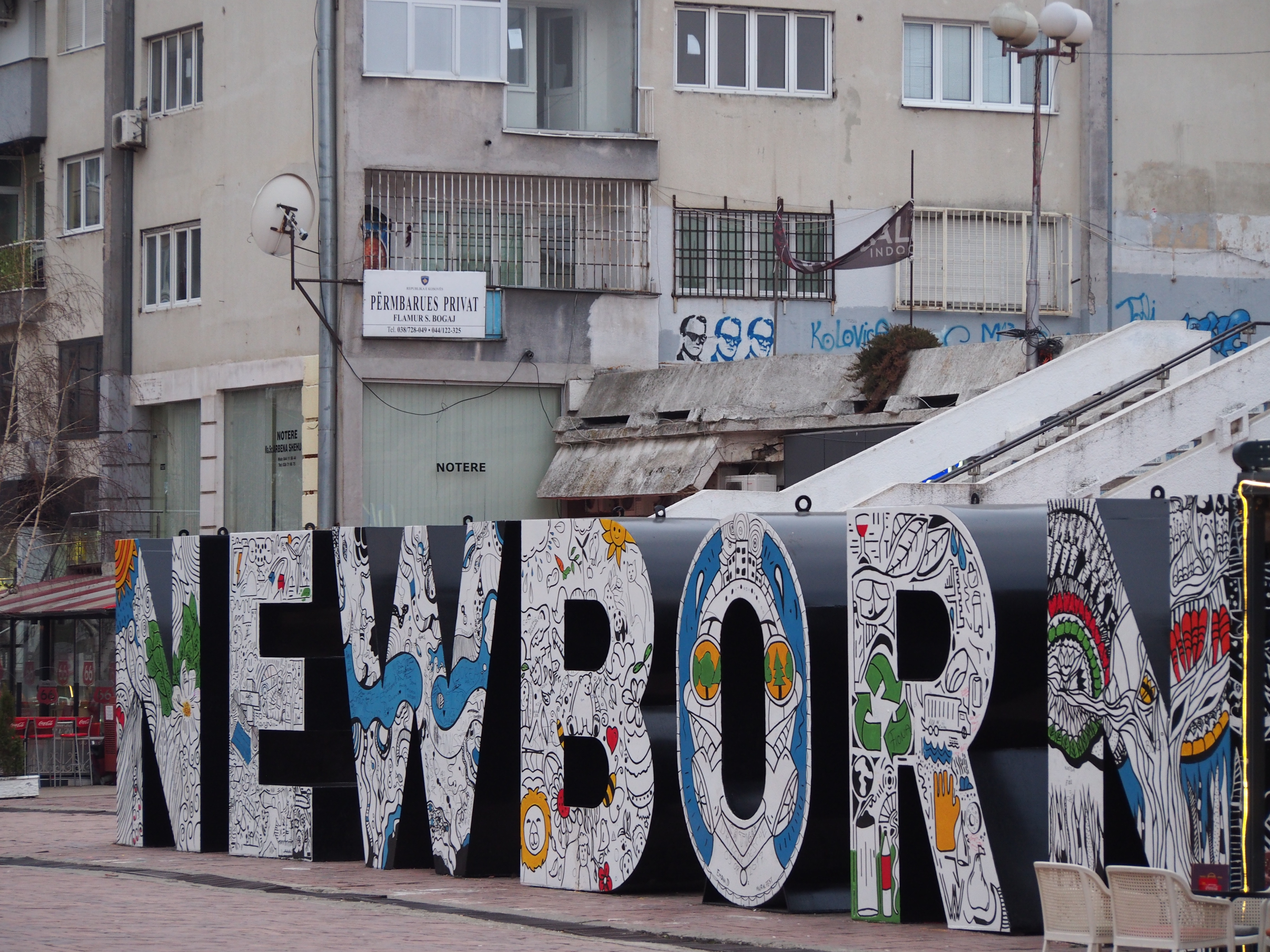
Newborn im Februar 2019 (Vorderseite)
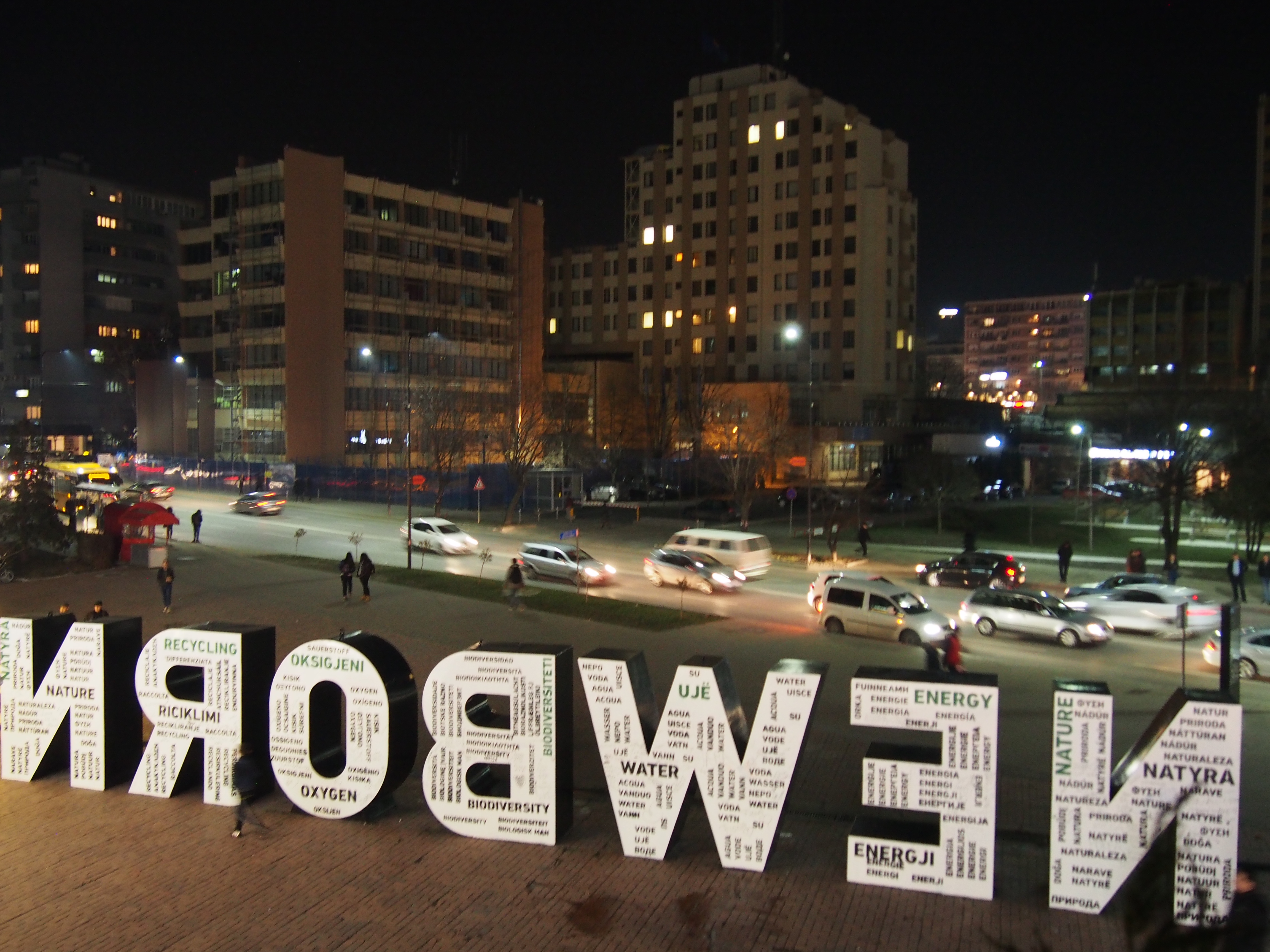
Newborn im Februar 2019 (Rückseite)
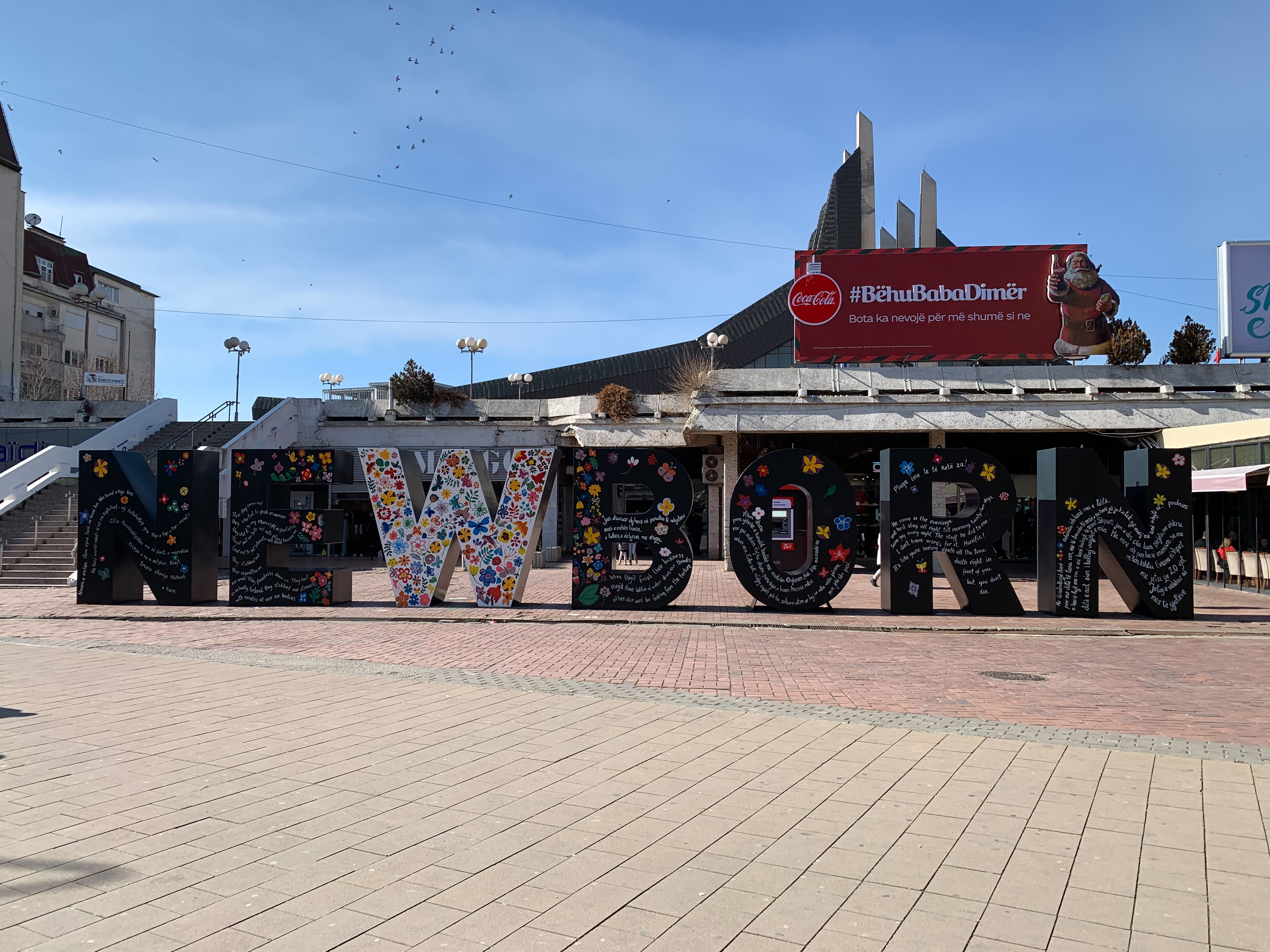
Newborn im Februar 2020
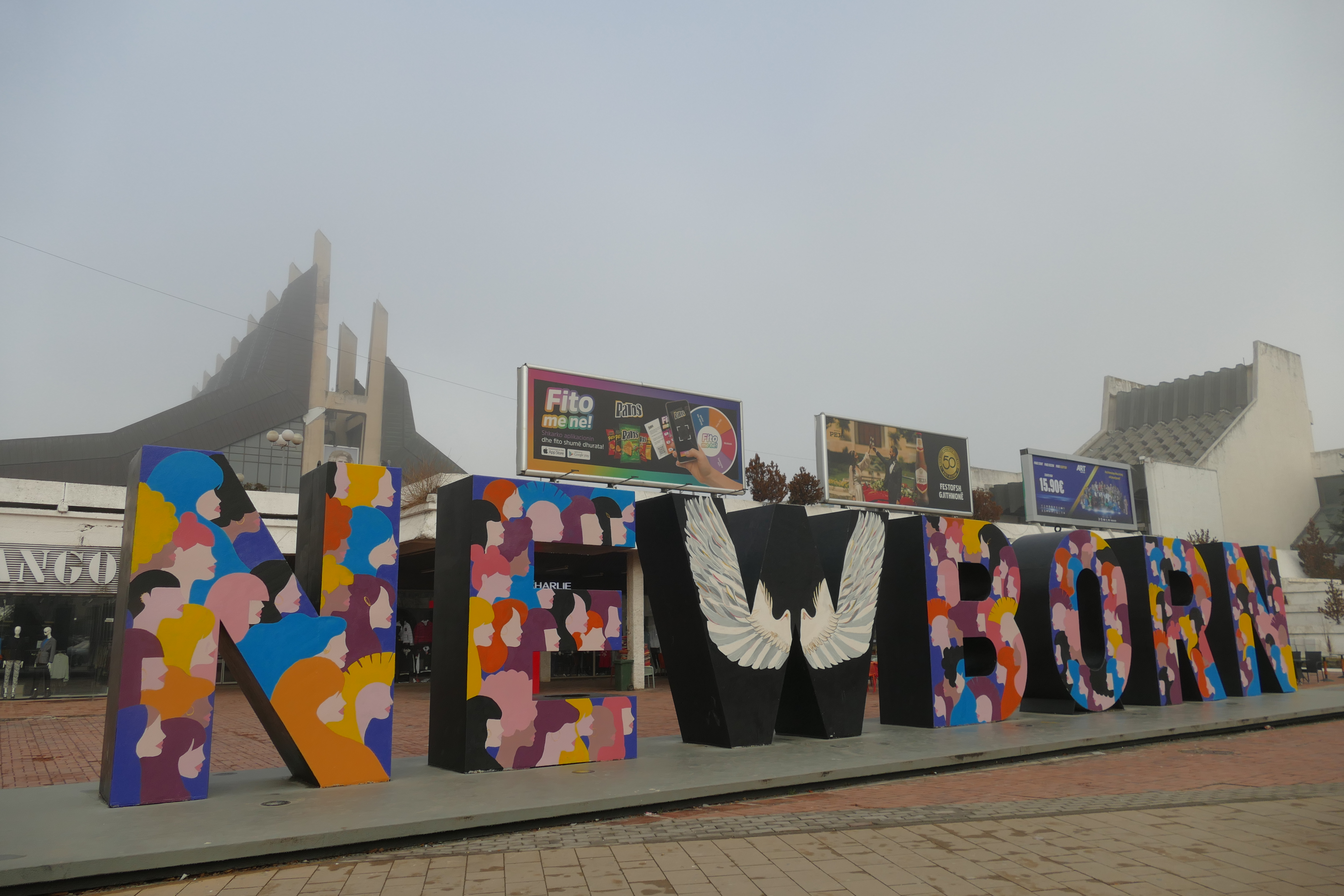
Newborn im Februar 2022
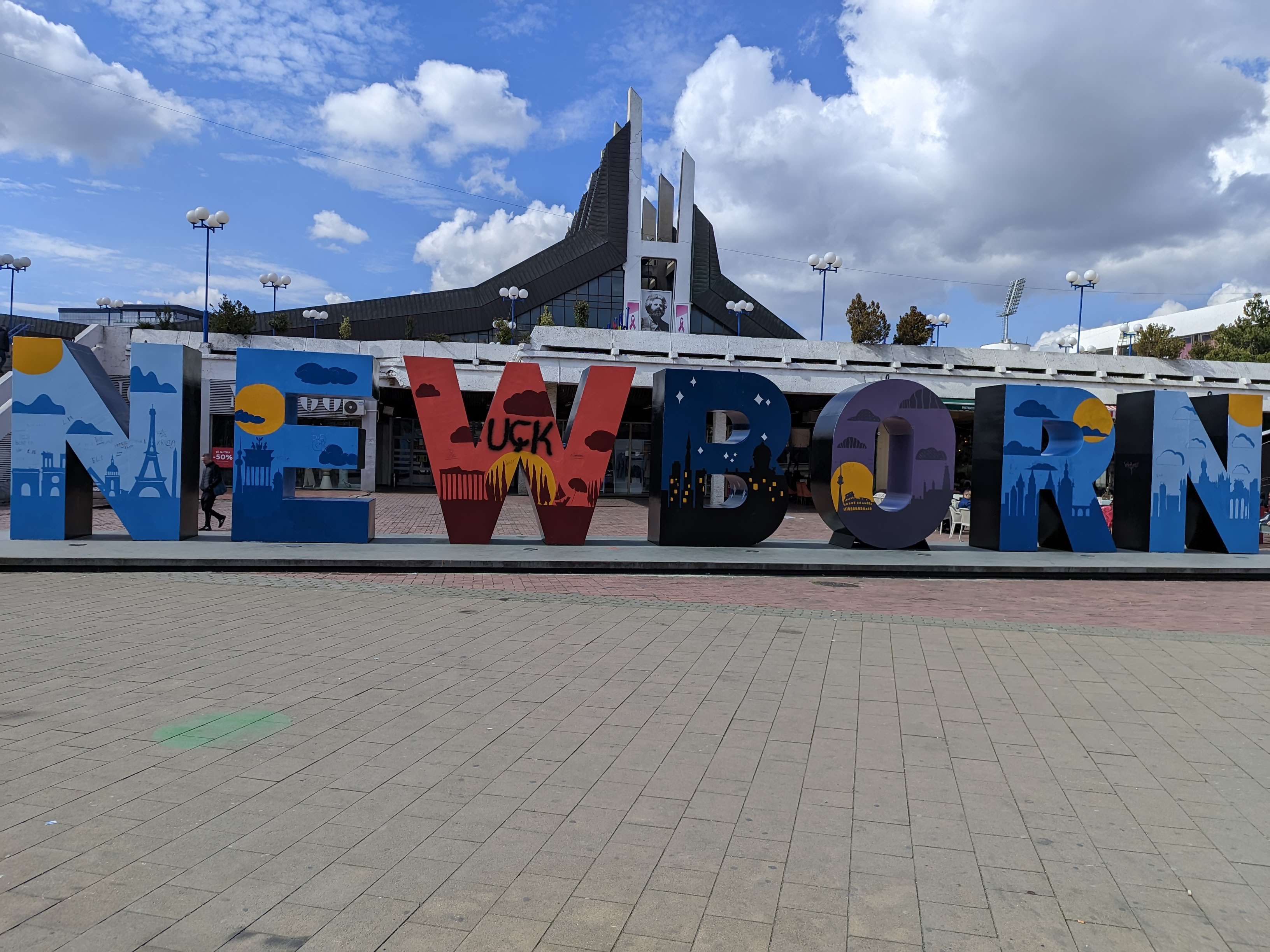
Newborn im März 2024

## Internationale Rezeption
Am Tag nach der Enthüllung brachte es ein Foto des Monumentes bis auf die Titelseite der renommierten New York Times. Newborn wurde ebenfalls mit den prestigeträchtigsten Preisen der Werbebranche ausgezeichnet; so gewann das Monument unter anderem im Mai 2008 eine Silbermedaille beim 49. Clio Awards Festival in Miami und wurde im Juni des gleichen Jahres mit einem goldenen Löwen beim Cannes Lions International Advertising Festival ausgezeichnet.
Im gleichen Jahr gewann es noch Auszeichnungen beim Eurobest European Advertising Festival, beim Golden Drum Grand Prix und bei den London International Awards gewonnen. 2009 kam noch ein One Show Merit Award dazu. Beim 54. Clio Awards Festival wurde das mit den Flaggen neu bemalte Monument erneut als Finalist ausgewählt.

## Trivia
- 2011 brachte die kosovarische Post eine Briefmarke mit Newborn heraus.
- In ihrem Musikvideo zu Shine Ya Light (2012) tanzt und singt die in Pristina geborene britische Sängerin Rita Ora auf dem Monument.[18]